# Los Loros (España)
Los Loros es una pedanía del ayuntamiento de Solana de Ávila, en la provincia de Ávila, comunidad autónoma de Castilla y León, en España. Los orígenes del pueblo se remontan a la presencia musulmana y judía en la zona. La población de Los Loros es de 5 habitantes en invierno y algo más en los meses estivales. En 2024 tiene una población de 5 habitantes.

## Etimología
El nombre Los Loros hace referencia a un tipo de cerezo, ya muy escaso en Europa, el "cerezo laurel" o Prunus lusitanica.

## Contexto geográfico
Este pintoresco pueblo se encuentra enclavado dentro del Parque Regional de la Sierra de Gredos, en la ladera de una montaña que genéricamente se llama El Tremedal. El nombre de este monte hace referencia a tierras inestables, o que se desprenden. En sus aledaños se pueden ver algunos de los castaños más viejos y frondosos de Castilla y León. Así como robles centenarios y huertas aterrazadas, especialmente de manzanos.
Bajo el pueblo se encuentra el embalse de Santa Lucía, surtido por las aguas de la garganta del Endrinal, nombre que hace referencia a un tipo peculiar de planta que ya apenas se encuentra. A orillas del embalse y en las alisedas de la garganta, anidan cormoranes, patos y aves migratorias. En sus aguas hay trucha común y arcoíris, así como bogas y barbos. Es posible observar así mismo nutrias, siendo uno de los lugares del centro de España, en los que aún subsisten. Como fauna, pues encontramos perdiz, liebre, conejo, jabalí, y algún disperso venado.

## Demografía
| Gráfica de evolución demográfica de Los Loros entre 2000 y 2024               |
|                                                                               |
| Población (2000-2018) según el nomenclátor de unidades poblacionales del INE. |

## Economía local
Se encuentran en la localidad 6 Casas Rurales que junto a la actividad agrícola y ganadera de sus pocos habitantes tratan de mantener con vida este pequeño pueblo.